# La metamorfosis de Hermafrodito y Salmacis
La metamorfosis de Hermafrodito y Salmacis es una obra del pintor flamenco Jan Gossaert, llamado Mabuse. Fue realizado hacia el año 1520. Esta tabla mide 32,8 cm de alto y 21,5 cm de ancho cada tabla. Se conserva en el Museo Boijmans Van Beuningen de Róterdam, Países Bajos.
Aquí se narra un episodio del Libro IV de Las metamorfosis, de Ovidio. La náyade Sálmacis se enamora de Hermafrodito, un muchacho al que ha visto bañarse desnudo: 

Entonces en verdad complació él, y de su desnuda figura por el deseo
Sálmacis se abrasó; flagran también los ojos de la ninfa
no de otro modo que cuando nitidísimo en el puro orbe
en la opuesta imagen de un espejo se refleja Febo;
(v. 350) y apenas la demora soporta, apenas ya sus goces difiere,
ya desea abrazarle, ya a sí misma mal se contiene, amante.
(...)«Hemos vencido y mío es» exclama la náyade, y toda
ropa lejos lanzando, en mitad se mete de las ondas
y al que lucha retiene y disputados besos le arranca
y le sujeta las manos y su involuntario pecho toca,
(v. 360) y ahora por aquí del joven alrededor, ahora se derrama por allá;
finalmente, debatiéndose él en contra y desasirse queriendo,
lo abraza como una serpiente, a la que sostiene la regia ave y
elevada la arrebata: colgando, la cabeza ella y los pies
le enlaza y con la cola le abraza las expandidas alas;

Al final, se produce la metamorfosis cuando Sálmacis consigue abrazar estrechamente a Hermafrodito de manera que «mezclados, de los dos / los cuerpos se unieron y una faz se introduce en ellos / única» De manera que, cuando en un abrazo tenaz se unieron sus miembros, / ni dos son, sino su forma doble, ni que mujer decirse / ni que muchacho, pueda, y ni lo uno y lo otro, y también lo uno y lo otro, parece. / Así pues, cuando a él las fluentes ondas, adonde hombre había descendido, / ve que semihombre lo habían hecho, y que se ablandaron en ellas / sus miembros, sus manos tendiendo, pero ya no con voz viril, / el Hermafrodito dice: «Al nacido dad vuestro de regalos, / padre y también genetriz, que de ambos el nombre tiene, / que quien quiera que a estas fontanas hombre llegara, salga de ahí / semihombre y súbitamente se ablande, tocadas, en las aguas».
El cuadro es una de las primeras obras flamencas que representan un tema de la literatura grecorromana y sus mitos. El centro de la tabla recoge el momento en que la náyade asalta al joven y se esfuerza por abrazarlo. En un segundo plano, a la izquierda, se ve la transformación de ambos en una sola persona.